# Place René-Clair
La place René-Clair est une place du centre historique d'Épinay-sur-Seine. Située au cœur de la commune, de nombreux évènements y sont célébrés,,.

## Situation et accès
Elle se trouve au carrefour de la rue de l'Église et de la rue de Paris.

## Origine du nom
La place est nommée ainsi en hommage à René Clair, réalisateur, scénariste et écrivain français.

## Historique

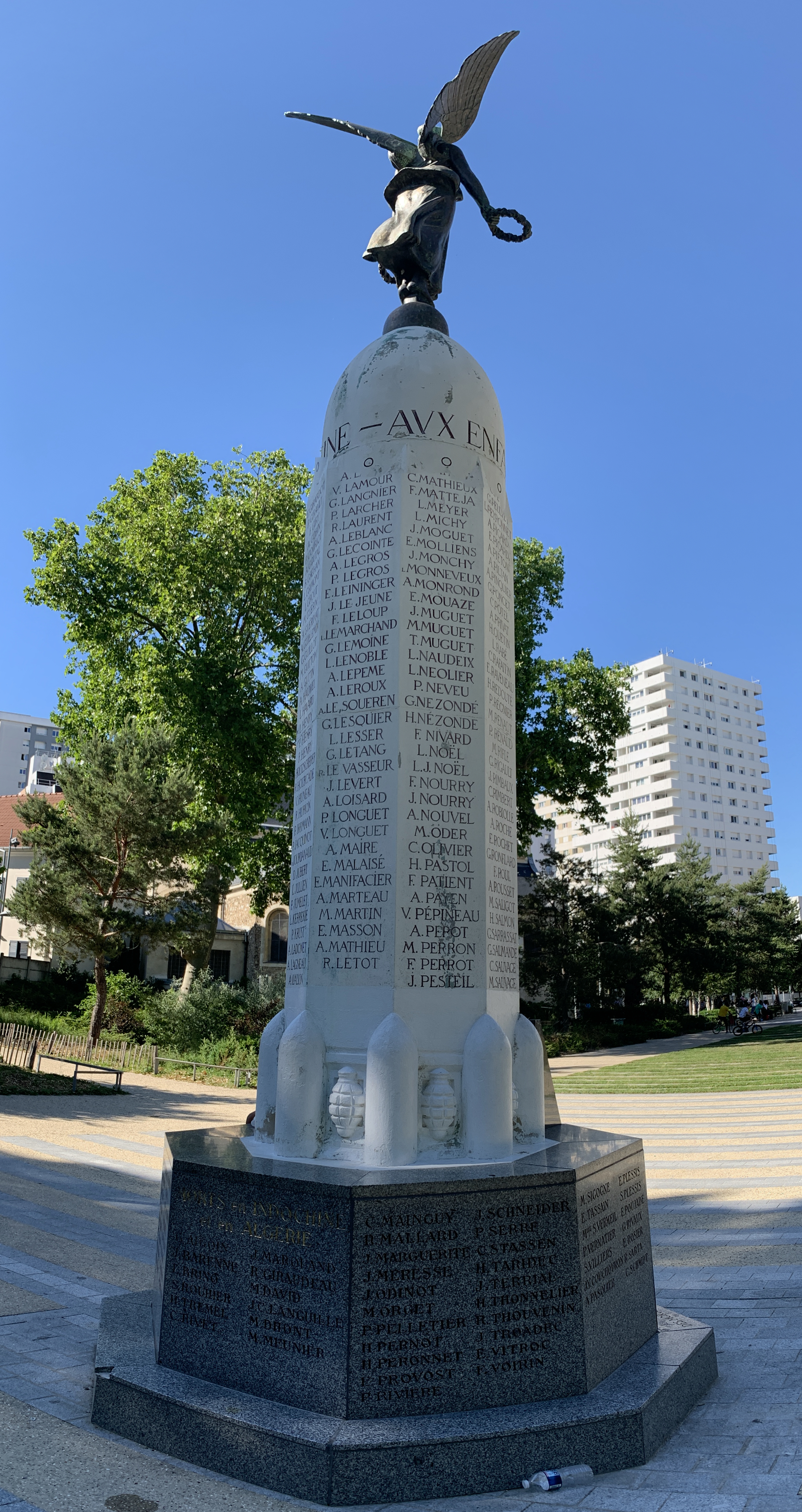
Le monument aux morts d'Épinay-sur-Seine, en 2020.

Cette place dénommée à l'origine « place de l'Église », en raison de la proximité de église communale, est devenue « place de la Mairie » à partir de 1902, après l'acquisition par la municipalité d'une propriété contigüe à l'église, qui deviendra la mairie.
Cette place est ensuite agrandie et un square y est créé qui deviendra le « square du 11-Novembre-1918 ».

## Bâtiments remarquables et lieux de mémoire
- Église Saint-Médard construite en 1736 sur les ruines d'une église plus ancienne.
- Square du 11-Novembre[6].
- Monument aux Morts.

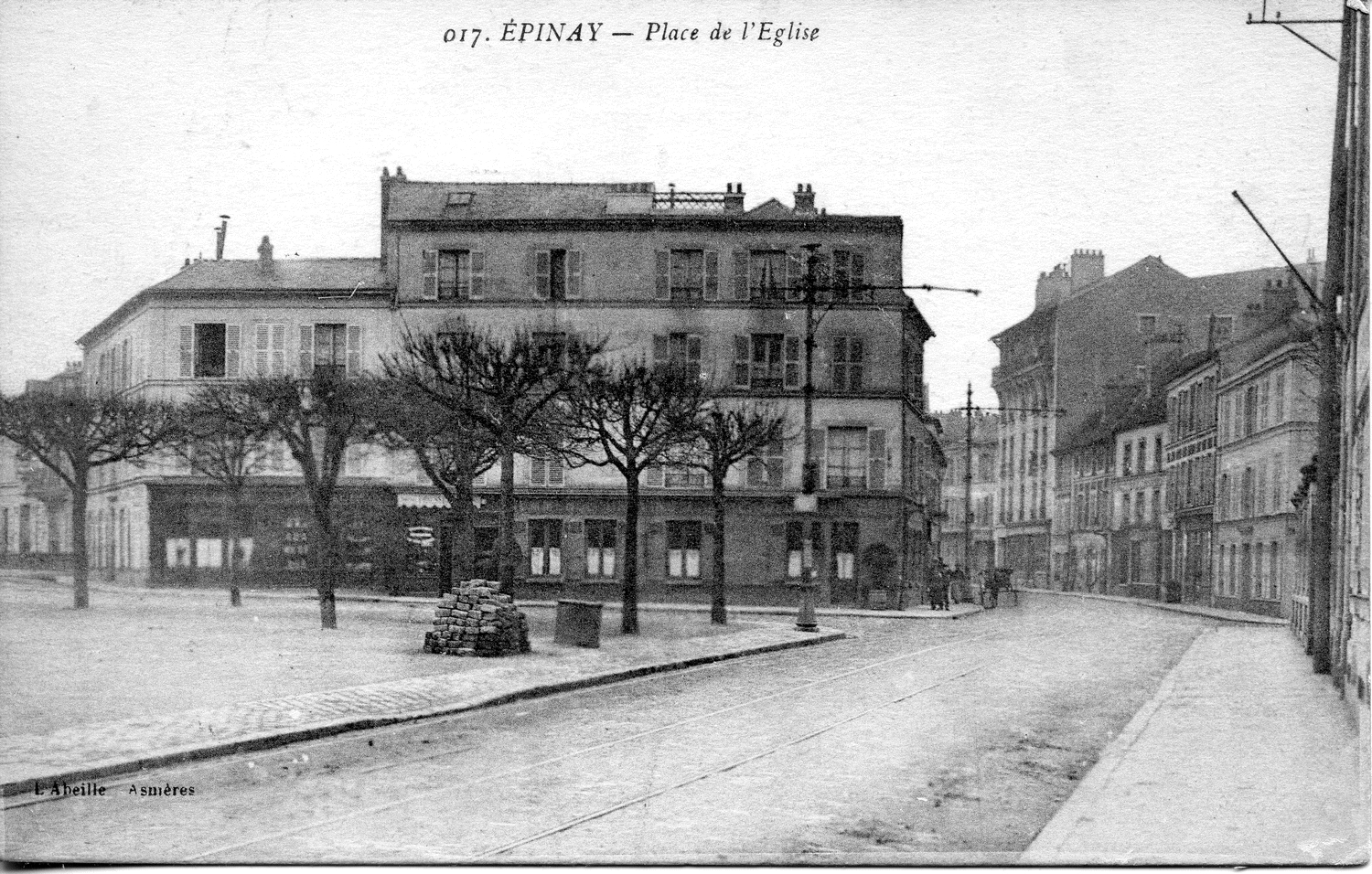
Épinay: Place de l'Église à la rue de Paris
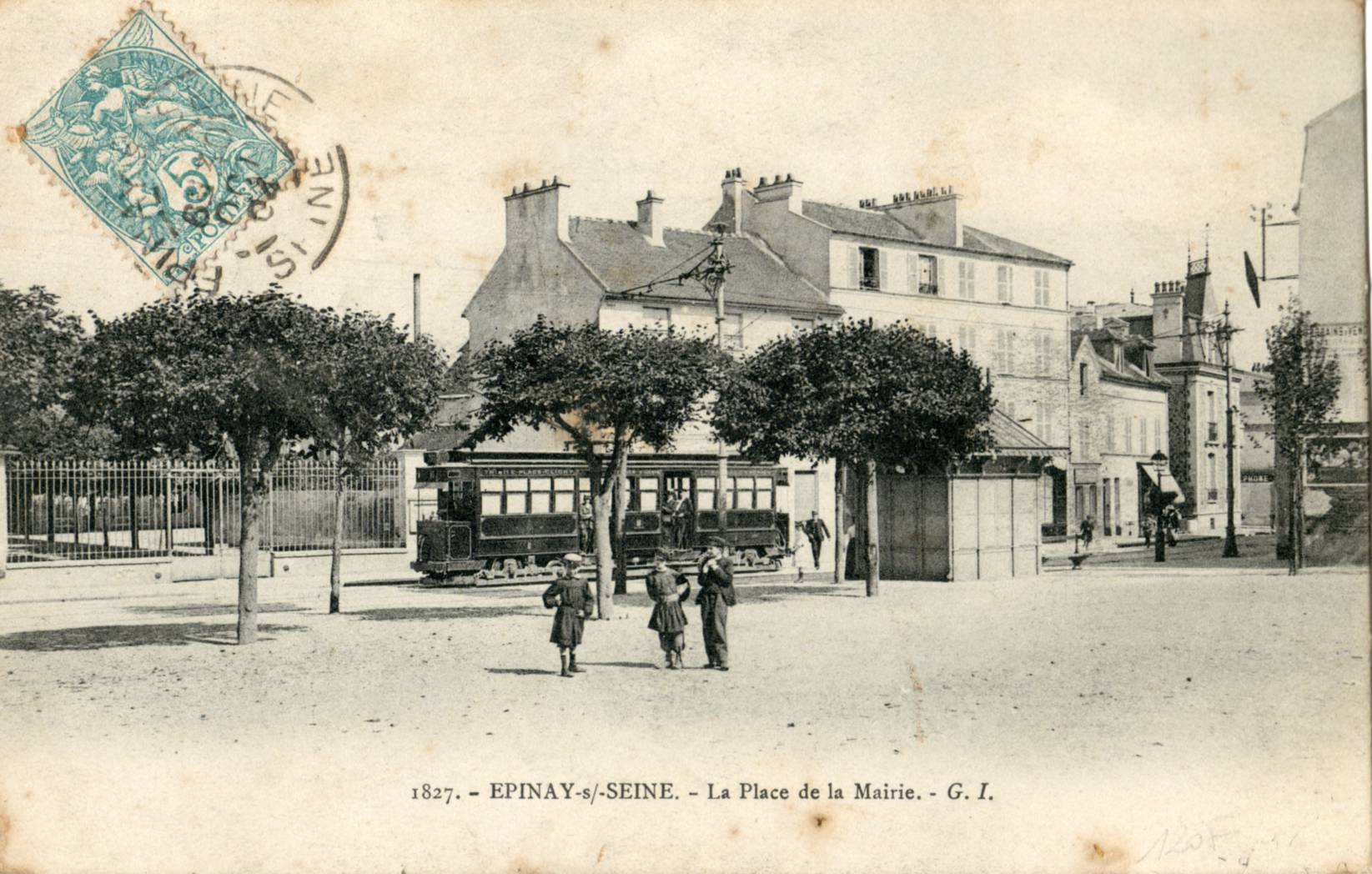
Épinay: Place de la Mairie vers 1900
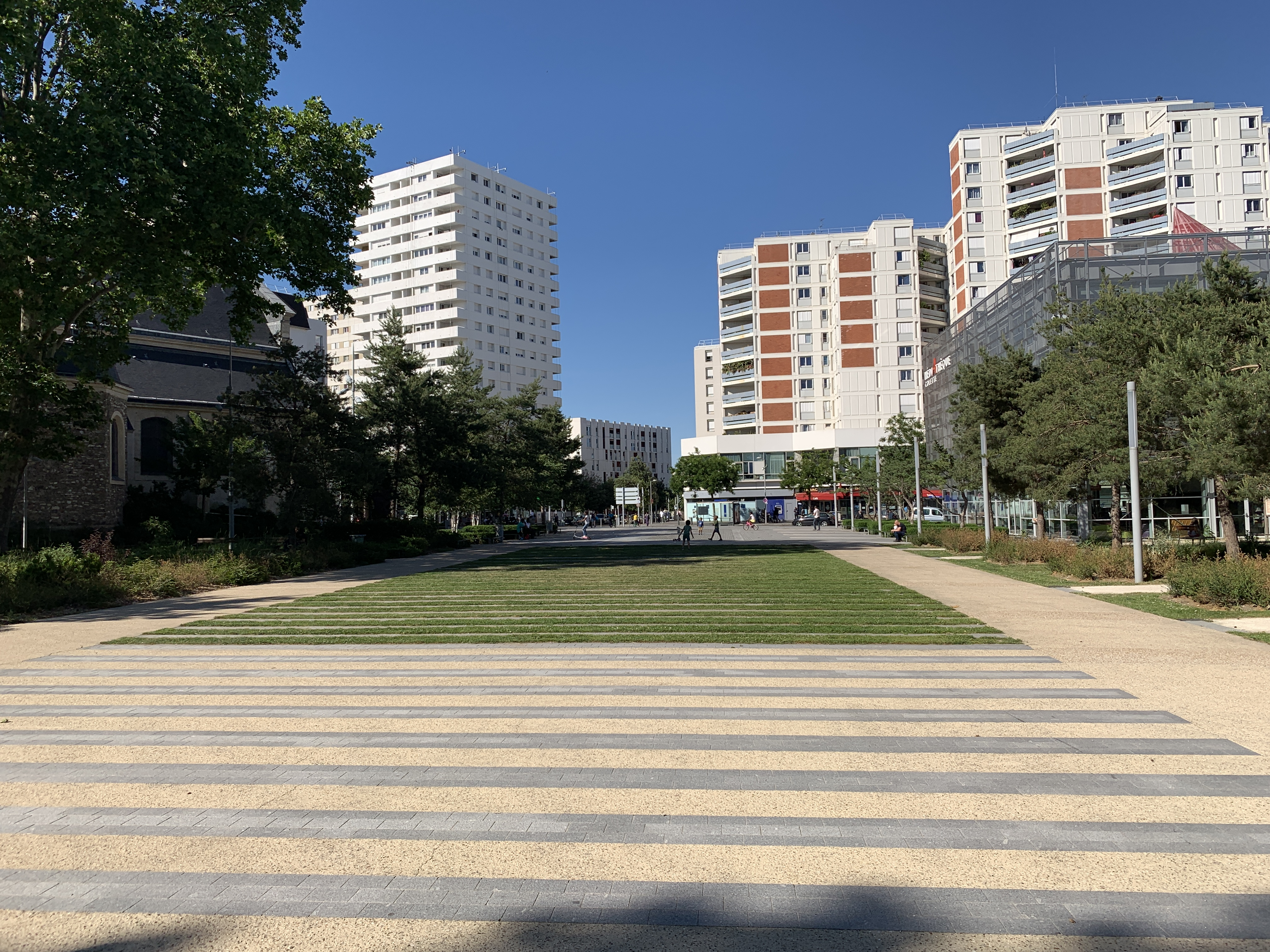
En 2020